# とぴあ浜松農業協同組合
とぴあ浜松農業協同組合（とぴあはままつのうぎょうきょうどうくみあい）は、静岡県浜松市中央区に本店を置く総合農協。

## 管轄地域
- 浜松市中央区
- 浜松市浜名区（三ヶ日町農業協同組合管轄の三ヶ日町域を除く）
- 湖西市

## 事業内容
- 指導事業（営農指導、生活指導）
- 購買事業（農薬・肥料等農業資材の販売、LPガスの供給）
- 販売事業（農畜産物を市場等へ販売）
- 信用事業（JAバンク）
- 共済事業（JA共済）
- 資産管理事業（不動産事業）
- 高齢者福祉事業（訪問介護、デイサービス）
- 旅行事業
- 葬祭事業
- 広報活動
- （株）とぴあサービス
  - サービスステーション（ガソリンスタンド）
  - オートパル（自動車の販売・修理・点検）
  - Aコープ（スーパーマーケット）

## 地域の主な産物
- 温州ミカン（とぴあみかん）
- 柿
- 梨
- 梅
- ピオーネ
- キク
- ガーベラ
- コデマリ
- スイートピー
- ハナハマサジ（スターチス）
- ユリ
  - 同JAから出荷される花きは「浜名湖の花」というブランドで販売されている。
- ネギ（白ネギ・葉ネギ）
- セルリー
- チンゲンサイ
- ミツバ
- バレイショ
- カンショ
- タマネギ
- エシャレット
- トマト
- イチゴ
- メロン
- パセリ
- トウモロコシ
- 豚枝肉
- 牛枝肉

その他、浜松市#第一次産業も参照のこと。

## 沿革
- 1995年4月 - 浜松東、浜松市中央、浜松市南、浜松西、浜松市高台、浜松市伊和富、浜松市三方原、浜松市吉野、浜松市都田、浜北市、浜松市庄内、湖西、細江町、引佐町の14のJAが合併し、とぴあ浜松農業協同組合が発足。
- 1997年4月 - （株）とぴあサービスの営業を開始。
- 2000年4月 - 営農センターが発足。高齢者福祉事業を開始。
- 2003年1月 - デイサービスセンター槙の里がオープン。
- 2003年4月 - 不動産センター有玉店・志都呂店を開設。
- 2003年11月 - JAとぴあ やすらぎホール浜北（斎場施設）を設置。
- 2004年4月～10月 - 浜名湖花博に、JAとぴあ浜松館「はなとぴあ」を出展。
- 2005年6月 - 経営管理委員会制度が導入される。
- 2007年2月 - 小規模店舗（23店）を閉鎖。
- 2007年6月 - JAとぴあ やすらぎホール志都呂を設置。
- 2020年4月 - 三方原開拓農業協同組合の信用事業を譲受。根洗支店が継承。

## 主な施設
- 浜北営農緑花木センター（浜松市浜名区新原）
- ファーマーズマーケット
  - 東店（浜松市中央区貴平町）
  - 浜北店（浜北営農緑花木センター内）
  - 三方原店（浜松市中央区根洗町）
  - 白脇店（浜松市中央区寺脇町）
- 農機センター（浜松市中央区東三方町）
- ローンセンター（浜松市中央区有玉南町）
- 不動産センター
  - 向宿店（浜松市中央区向宿）
  - 曳馬店（浜松市中央区曳馬）
  - 有玉店（浜松市中央区有玉南町）
  - 志都呂店（浜松市中央区志都呂町）
  - 湖西店（湖西市吉美）
- デイサービスセンター槙の里（浜松市浜名区新原）
- 旅行センター（浜松市中央区有玉南町）
- 斎場施設
  - JAとぴあ やすらぎホール浜北（浜松市浜北区新原）
  - JAとぴあ やすらぎホール志都呂（浜松市西区志都呂町）